# Kyle Kirkwood

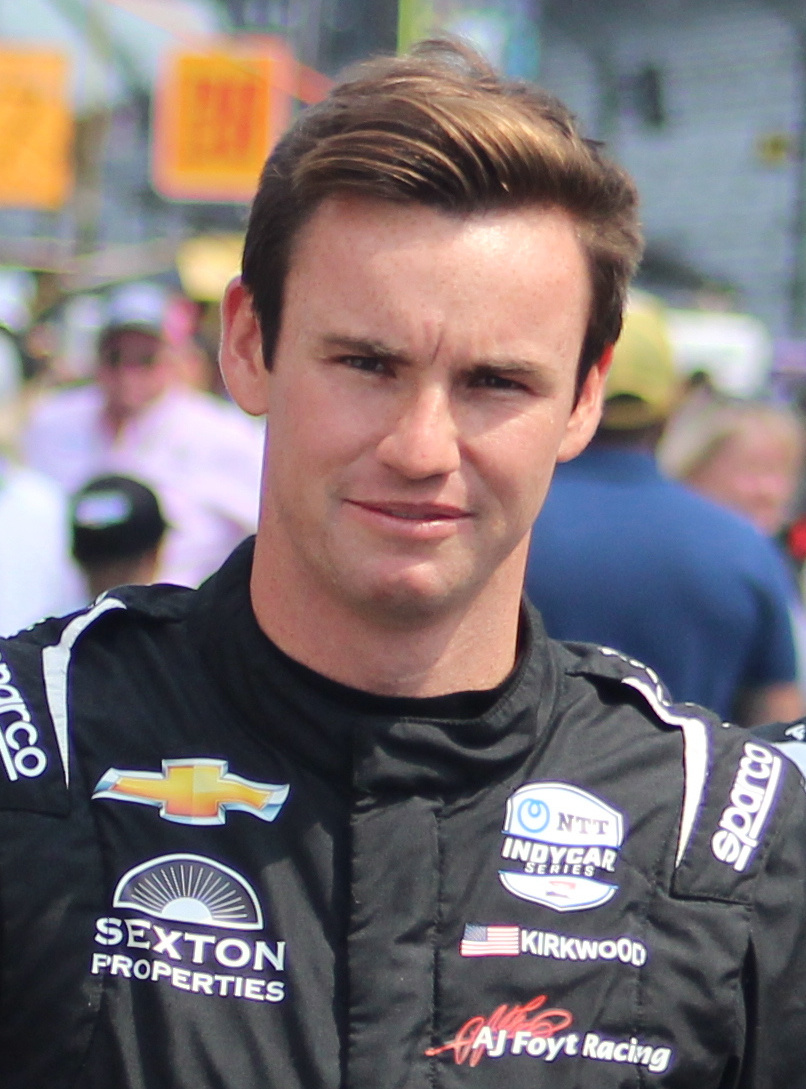
Kirkwood bei den Indy 500 2022

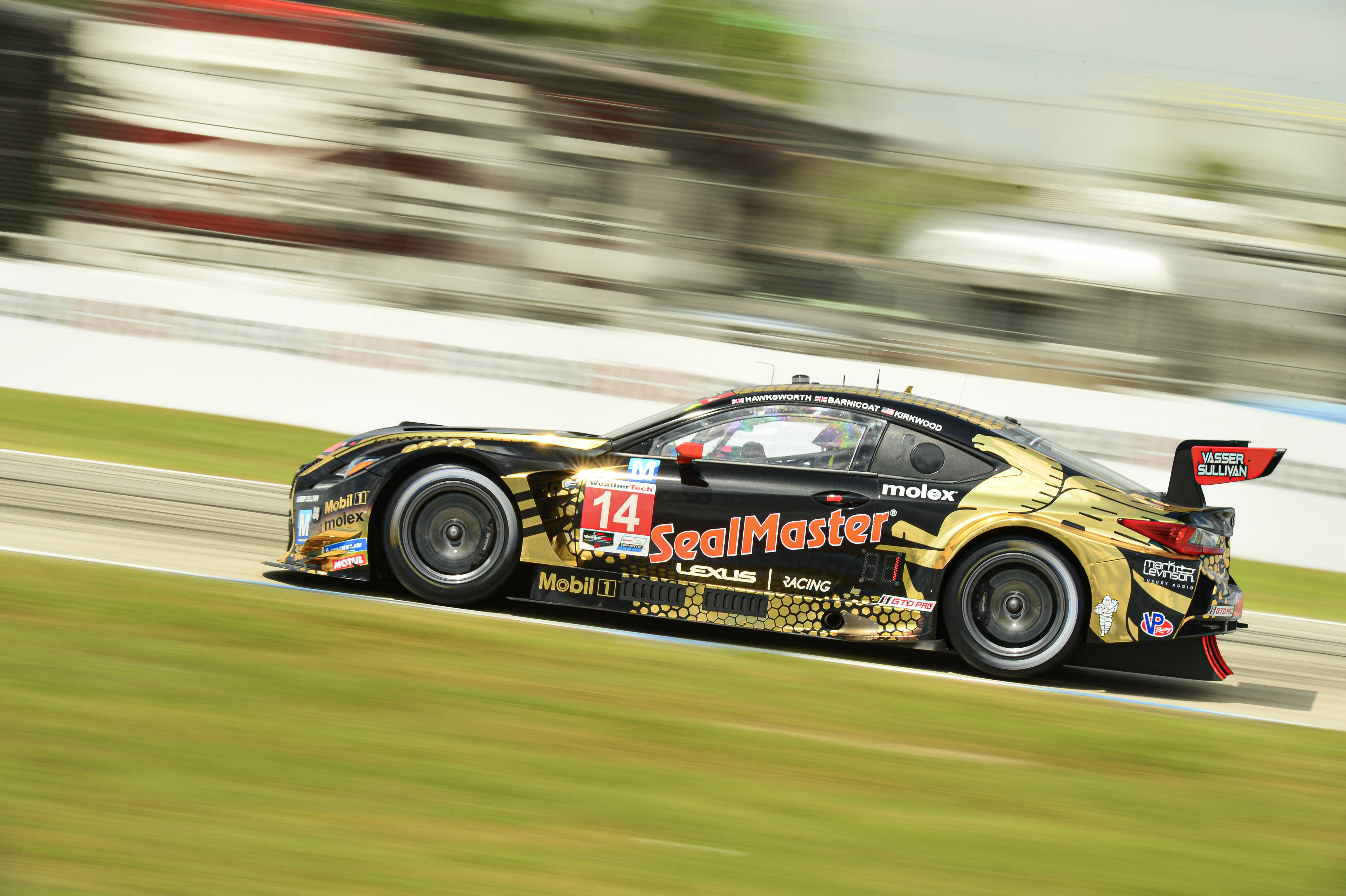
Der von Kyle Kirkwood beim 12-Stunden-Rennen von Sebring 2024 gefahrene Lexus RC F GT3

Kyle MacLean Kirkwood (* 19. Oktober 1998 in Jupiter, Florida) ist ein US-amerikanischer Automobilrennfahrer, der seit 2022 in der IndyCar Series fährt.

## Karriere

### Anfänge
Bis 2015 war Kirkwood im Kartsport aktiv und gewann mehrere Meisterschaften. 2015 startete er in sieben Rennen der F1600 Championship Series und wurde mit einem Sieg 16. in der Meisterschaft.
Zur Saison 2016 wechselte Kirkwood in die US-amerikanische Formel-4-Meisterschaft. Er beendete die Saison mit einem Sieg auf dem dritten Gesamtrang. Im folgenden Jahr dominierte er die Serie mit neun Siegen und wurde überlegen vor Raphael Forcier Meister.
2018 startete Kirkwood für Abel Motorsports in der neu ins Leben gerufenen Formula Regional Americas Championship. Nach einer weiteren überlegenen Saison gewann er mit 15 Siegen die Meisterschaft vor Baltazar Leguizamón. Außerdem trat er in der U.S. F2000 National Championship an und dominierte in seiner Rookie-Saison auch diese Serie: er gewann 12 der 14 Saisonrennen und wurde überlegen vor Rasmus Lindh Meister.
Zur Saison 2019 stieg Kirkwood in die Indy Pro 2000 Championship auf. Anfangs tat er sich schwer, aber nach dem zweiten Rennen in Toronto gewann er auf Anhieb die Meisterschaft. Außerdem trat er bei einem Rennen der Euroformula Open an und erreichte in Monza Rang sechs.
2020 nahm Kirkwood am Rookie-Test der FIA-Formel-E-Weltmeisterschaft in Marrakesch für BMW i Andretti teil und startete ebenfalls für Andretti Autosport in der Indy Lights Series. Jedoch musste die Saison wegen der COVID-19-Pandemie abgebrochen werden. Nach dem Saisonabbruch startete er bei fünf Rennen der IMSA Prototype Challenge. 2021 ging Kirkwood erneut für Andretti in der Indy Lights Series an den Start. Er gewann die Meisterschaft mit zehn Siegen in 20 Rennen und wurde damit der erste Fahrer der alle Meisterschaften in der Road to Indy gewann.

### Indycar
In der Saison 2022 ging Kirkwood für das Team A. J. Foyt Enterprises in der IndyCar Series an den Start. Sein bislang bestes Ergebnis war der zehnte Rang in Long Beach. Nachdem Alexander Rossi Andretti Autosport am Ende der Saison 2022 verlassen hatte, holte man Kirkwood ins Team. In der Saison 2023 gelangen ihm zwei Siege, beide auf Stadtkursen. Das erste Rennen gewann Kirkwood in Long Beach und das zweite in Nashville, in der Meisterschaftstabelle belegte er den 11. Rang.

## Statistik

### Karrierestationen
- 2008–2015: Kartsport
- 2015: F1600 Championship Series (Platz 16)
- 2016: US-amerikanische Formel-4-Meisterschaft (Platz 3)
- 2017: US-amerikanische Formel-4-Meisterschaft (Platz 1)
- 2018: Formula Regional Americas Championship (Platz 1)
- 2018: U.S. F2000 National Championship (Platz 1)
- 2019: Indy Pro 2000 Championship (Platz 1)
- 2019: Euroformula Open (nicht klassiert)
- 2020: IMSA WeatherTech SportsCar Championship (Platz 37)
- 2021: Indy Lights (Platz 1)
- 2021: IMSA WeatherTech SportsCar Championship (Platz 29)
- 2022: IndyCar Series (Platz 24)
- 2022: IMSA WeatherTech SportsCar Championship (Platz 4)
- 2023: IndyCar Series (Platz 11)
- 2024: IndyCar Series (Platz 7)

### Einzelergebnisse in der U.S. F2000 National Championship
| Jahr | Team             | 1   | 2   | 3   | 4   | 5   | 6   | 7   | 8   | 9   | 10  | 11  | 12  | 13  | 14  | Pos. | Punkte |
| ---- | ---------------- | --- | --- | --- | --- | --- | --- | --- | --- | --- | --- | --- | --- | --- | --- | ---- | ------ |
| 2018 | Cape Motorsports | STP | STP | IMS | IMS | LOR | ROA | ROA | TOR | TOR | MDO | MDO | MDO | MDO | MDO | 1    | 440    |
| 2018 | Cape Motorsports | 1   | 5   | 2   | 1   | 1   | 1   | 1   | 1   | 1   | 1   | 1   | 1   | 1   | 1   | 1    | 440    |

### Einzelergebnisse in der Indy Pro 2000 Championship
| Jahr | Team                 | 1   | 2   | 3   | 4   | 5   | 6   | 7   | 8   | 9   | 10  | 11  | 12  | 13  | 14  | 15  | 16  | Pos. | Punkte |
| ---- | -------------------- | --- | --- | --- | --- | --- | --- | --- | --- | --- | --- | --- | --- | --- | --- | --- | --- | ---- | ------ |
| 2019 | RP Motorsport Racing | STP | STP | IMS | IMS | LOR | ROA | ROA | TOR | TOR | MDO | MDO | GAT | POR | POR | LAG | LAG | 1    | 419    |
| 2019 | RP Motorsport Racing | 14  | 2   | 2   | 13  | 4   | 1   | 1   | 8   | 1   | 1   | 1   | 1   | 1   | 1   | 1   | 14  | 1    | 419    |

### Einzelergebnisse in der Indy Lights
| Jahr | Team               | 1   | 2   | 3   | 4   | 5   | 6   | 7   | 8   | 9   | 10  | 11  | 12  | 13  | 14  | 15  | 16  | 17  | 18  | 19  | 20  | Pos. | Punkte |
| ---- | ------------------ | --- | --- | --- | --- | --- | --- | --- | --- | --- | --- | --- | --- | --- | --- | --- | --- | --- | --- | --- | --- | ---- | ------ |
| 2021 | Andretti Autosport | BAR | BAR | STP | STP | IMS | IMS | DET | DET | ROA | ROA | MDO | MDO | GAT | GAT | POR | POR | LAG | LAG | MDO | MDO | 1    | 537    |
| 2021 | Andretti Autosport | 9   | 5   | 1   | 2   | 4   | 4   | 1   | 1   | 1   | 12  | 1   | 1   | 2   | 2   | 2   | 1   | 1   | 1   | 1   | 5   | 1    | 537    |

### Einzelergebnisse in der Indycar Series
| Jahr | Team                   | 1   | 2   | 3   | 4   | 5    | 6    | 7   | 8   | 9   | 10   | 11   | 12   | 13  | 14  | 15   | 16   | 17  | 18 | 19 | Punkte | Rang |
| ---- | ---------------------- | --- | --- | --- | --- | ---- | ---- | --- | --- | --- | ---- | ---- | ---- | --- | --- | ---- | ---- | --- | -- | -- | ------ | ---- |
| 2022 | A. J. Foyt Enterprises | STP | TXS | LBH | ALA | IMS  | INDY | DET | ROA | MDO | TOR  | IOW1 | IOW2 | IMS | NSH | GAT  | POR  | LAG |    |    | 183    | 24.  |
| 2022 | A. J. Foyt Enterprises | 18  | 25L | 10  | 22  | 26   | 17   | 24  | 20  | 26  | 22   | 15   | 25   | 23  | 19  | 17   | 13   | 21  |    |    | 183    | 24.  |
| 2023 | Andretti Autosport     | STP | TXS | LBH | ALA | IMS  | INDY | DET | ROA | MDO | TOR  | IOW1 | IOW2 | NSH | IMS | GAT  | POR  | LAG |    |    | 352    | 11.  |
| 2023 | Andretti Autosport     | 15  | 27  | 1L* | 12  | 14   | 28   | 6L  | 9   | 17  | 15   | 7    | 11   | 1L* | 9   | 15   | 10   | 25  |    |    | 352    | 11.  |
| 2024 | Andretti Autosport     | STP | LBH | ALA | IMS | INDY | DET  | ROA | LAG | MDO | IOW1 | IOW2 | TOR  | GAT | POR | MIL1 | MIL2 | NSH |    |    | 420    | 7.   |
| 2024 | Andretti Autosport     | 10  | 7L  | 10  | 11  | 711L | 4L   | 5L  | 5L  | 8   | 7    | 16   | 2    | 22  | 10  | 12   | 8    | 4L* |    |    | 420    | 7.   |
| 2025 | Andretti Global        | STP | TTC | LBH | ALA | IMS  | INDY | DET | GAT | ROA | MDO  | IOW1 | IOW2 | TOR | LAG | POR  | MIL1 | NSH |    |    | 377    | 4.   |
| 2025 | Andretti Global        | 5   | 8   | 1L* | 11  | 8    | 32   | 1L* | 1L  | 4L  | 8    | 26   | 18L  | 6   | 16  |      |      |     |    |    | 377    | 4.   |

Legende

### Sebring-Ergebnisse
| Jahr | Team                   | Fahrzeug       | Teamkollege     | Teamkollege      | Platzierung             | Ausfallgrund |
| ---- | ---------------------- | -------------- | --------------- | ---------------- | ----------------------- | ------------ |
| 2023 | Vasser Sullivan Racing | Lexus RC F GT3 | Jack Hawksworth | Ben Barnicoat    | Rang 15                 |              |
| 2024 | Vasser Sullivan Racing | Lexus RC F GT3 | Jack Hawksworth | Ben Barnicoat    | Rang 20 und Klassensieg |              |
| 2025 | Vasser Sullivan Racing | Lexus RC F GT3 | Aaron Telitz    | José María López | Ausfall                 | Aufhängung   |